# Fernando Chui
Fernando Chui Sai-on (chino:崔世安; pinyin: Cuī shì'ān; Macao, 13 de enero de 1957) es un político macaense. Fue Jefe Ejecutivo de Macao desde el 20 de diciembre de 2009 al 20 de diciembre de 2019 sustituyendo a Edmund Ho Hau Wah.
Anteriormente, Fernando Chui fue miembro de la V Asamblea Legislativa de Macao entre los años 1992 y 1995, y Secretario de Asuntos Sociales y Cultura de Macao entre 1999 y 2009.

## Formación
Fernando Chui asistió a la escuela Lingnan High School de Macao y luego pasó a la escuela secundaria en la Academia de Misión de Hawái en Honolulu. Posteriormente se quiso licenciar en sanidad y se marchó a Estados Unidos donde ha obtenido diversos grados:
Licenciatura en sanidad por la Universidad Estatal de California; Doctorado en Salud Pública en la Universidad de Oklahoma; Miembro de la Asociación Americana de Higiene Pública; Miembro de la Asociación Americana para la gestión de asuntos médicos; Fue profesor visitante en la Huanan formación del profesorado universitario.
- Chui también está involucrado en causas de jóvenes y la educación, siendo:

Tutor en la Cámara de Comercio Internacional; Miembro del Comité de la Juventud del Gobierno de Macao; Director de la Escuela de Ping Kiang; Presidente de la Asociación Juvenil del Hospital Kiang Wu; Miembro del Comité Permanente de China Federación de Jóvenes.

## Jefe Ejecutivo de Macao
El 25 de mayo de 2009 anunció su candidatura para el cargo de Jefe Ejecutivo de Macao y en junio de 2009 se declaró el único candidato a las elecciones del ejecutivo de Macao. Fue elegido por 286 miembros de la comisión electoral de 300 miembros, la mayoría con vínculos directos con Pekín, votaron a favor de Chui (14 en blanco, 4 abstenciones) en las elecciones celebradas el día 26 de julio, y tras la mayoría asumió su nuevo cargo como nuevo Jefe Ejecutivo de Macao el día 20 de diciembre de 2009 siendo nombrado por Wen Jiabao.

## Organizaciones Benéficas
Fernando Chui, durante todos los años ha ocupado diferentes cargos en diversas organizaciones benéficas de Macao:
- Director ejecutivo y director de Medicina en el Departamento de Salud de la Institución Benéfica Tung Sin Tong.
- Presidente de Macao Jaycee
- Director Ejecutivo de la Asociación Hospital Kiang Wu.
- Miembro de la junta de Macao-Fundación Banco de Ojos.

Él también estuvo en otros consejos de Macao:
- Vicepresidente de la Asociación de Profesionales de la Gestión.
- Presidente Honorario de la Asociación del Personal de Enfermería de Macao.

## Controversias
Fernando Chui se ha relacionado con varios escándalos durante su etapa como Secretario de Asuntos Sociales y Cultura (1999-2009) de Edmund Ho Hau Wah.
El escándalo más notable fue el caso de desviación presupuestaria (el presupuesto de superarse en más del 70%) en la organización de la cuarta edición de los Juegos del Este Asiático en 2005. Después de este caso estaba relacionada con el famoso caso de corrupción protagonizado por el hombre de Ao Man Long (Secretario de Transporte y Obras Públicas). Como resultado de estos acontecimientos, la política pública y su imagen se vio gravemente afectada y algunos ciudadanos de Macao lo acusaron por creer que tenía implicación en el caso.